# Gustaf Johan Rath
Gustaf Johan Rath, född 1695, död 27 juli 1763 i Sankt Nikolai församling, Stockholm, var en svensk borgmästare.

## Biografi
Gustaf Johan Rath föddes 1695. Han arbetare som notarie i Förmyndarkammaren och blev senare byggningsborgmästare och ämbetsborgmästare i Stockholm. Rath avled 1763 i Sankt Nikolai församling.

### Familj
Gustaf Johan Rath gifte sig 7 november 1731 i Riddarholmens församling med Catharina Berg (1701–1736). Hon var dotter till logarvaren Hans Berg och Catharina Bonde i Stockholm. De fick tillsammans dottern Margareta Rath som var gift med kyrkoherden Gabriel Rosén i Riddarholmens församling.